# Christoph Kuhn

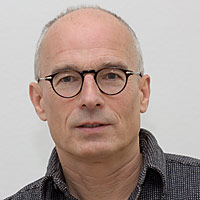
Christoph Kuhn, 2010

Christoph Kuhn (* 1951 in Dresden) ist ein deutscher Schriftsteller.

## Leben
Christoph Kuhn studierte von 1977 bis 1980 an der Fachschule für Augenoptik in Jena und von 1984 bis 1987 am Literaturinstitut „Johannes R. Becher“ in Leipzig im Fernstudium. Er arbeitete als Augenoptiker in Augenkliniken in Dresden und Halle bis 1989. Anfang der 1970er Jahre gehörte er einem „Zirkel Schreibender Arbeiter“ in Dresden an, von 1980 bis 1989 kirchlichen Ökologischen Arbeitsgruppen in Dresden und Halle.
Erste Veröffentlichungen ermöglichte ihm der Kunstdienst der Evang.n Kirche in Sachsen durch Foto-Lyrik-Ausstellungen mit dem Fotografiker Hans-Jörg Schönherr 1976 und 1981. Anfang der 1990er Jahre nahm er an Kursen der Evang.n Medienakademie/cpa teil. Kuhn ist Mitglied im Verband deutscher Schriftsteller in ver.di, im PEN, im Kulturwerk deutscher Schriftsteller in Sachsen e. V. und im Friedrich-Bödecker-Kreis e. V. Er erhielt zahlreiche Stipendien-Aufenthalte in Künstlerhäusern im In- und Ausland.
Kuhn schreibt Prosa, Lyrik, szenische und journalistische Texte. Die Themen sind Ökologie, Religion, DDR-Geschichte, Friedliche Revolution, Veränderung der Umgangs- und Mediensprache. Gedichte (z. T. übersetzt ins Englische, Polnische und Finnische) wurden auch vertont von den Komponistinnen Agnes Ponizil (Dresden), Jung-A Lim (Seol) und den Komponisten Yuval Shaked (Tel Aviv), Peter Manfred Wolf (Rostock), Rainer Lischka (Dresden), Volker Milde (Dresden), Andreas Mücksch (Halle).
Kuhn begleitet Kurse für Kreatives Schreiben in Schulen, (Heim-)Volkshochschulen und Akademien. Er lebt seit 1989 als freier Schriftsteller in Halle (Saale).

## Werke

### Bücher (Auswahl)
- Poesiealbum348. Märkischer Verlag, Wilhelmshorst 2019, ISSN 1865-5874.
- Kein Weg zurück. Erzählungen. Mit Zeichnungen von Gudrun Trendafilov. Typostudio SchumacherGebler, Dresden 2018, ISBN 978-3-941209-44-2.
- Total okay und genau. Glossen zur Sprache. Wartburg Verlag, Weimar 2015, ISBN 978-3-86160-422-8.
- Sprüche aus Asche. Texte zu Fotografien von Hans-Jörg Schönherr. Mitteldeutscher Verlag, Halle 2014, ISBN 978-3-95462-333-4.
- Im Gegenlicht. Erzählungen. Mit Zeichnungen von Andreas Hegewald. Typostudio SchumacherGebler, Dresden 2014, ISBN 978-3-941209-29-9.
- Das schwarze Schaf. Künstlerbuch. Mit Zeichnungen von Claudia Pomowski. Edition Hohes Ufer Ahrenshoop, 2011.
- Königsweihe. Erzählungen und Gedichte. Mit Zeichnungen von Andreas Hegewald. Typostudio Schumacher-Gebler, Dresden 2010, ISBN 978-3-941209-03-9.
- Die hinteren Gründe. Roman. Wartburg-Verlag, Weimar 2009, ISBN 978-3-86160-405-1. Erschien auch in Braille-Schrift: DZB, Leipzig 2010. Erschien zuerst unter dem Titel Am Leben beim Wartburg Verlag, Weimar 2008.
- Blicke auf Gotha. Kolumnen. Druckerei Gotha 2008.
- Tatjanas Zimmer. Erzählungen. Verlag Sankt Michaelsbund, München 2005, ISBN 978-3-920821-77-1.
- kein tagesthema. Gedichte. Verlag Christoph Hille, Dresden 2003, ISBN 978-3-932858-64-2.
- Aufbruch. Gedichte. Verlag Timpen-Presse, Surwold 2001.
- Wie gut, daß bei uns alles anders ist! Ost-West-Dialog in Briefen mit dem Schriftsteller Kai Engelke. Klaus Bielefeld Verlag, Friedland 1999.
- Von einem der auszog, die Umwelt zu retten. Gespräche mit IM Gerhard alias Walter alias Rolf Hansen alias Henry Schramm, der im November 1989 die Gründung der Grünen Partei Ost betrieb. Zeit-Geschichte(n), Halle 1999. (Mitautorenschaft)
- Die Leseratte Misram. Gedichte und Geschichten. Verlag Blaue Äpfel, Magdeburg 1997, ISBN 978-3-930781-11-9.
- Inoffiziell wurde bekannt ... Maßnahmen des Ministeriums für Staatssicherheit gegen die Ökologische Arbeitsgruppe beim Kirchenkreis Halle. Gutachten zum operativen Vorgang "Heide". Magdeburg 1997.
- Die Beine unterm Tisch. Erzählungen. Edition Doppelpunkt, Wien 1997, ISBN 978-3-85273-043-1.
- Wortbruch. Gedichte. Edition Doppelpunkt, Wien 1995/1996, ISBN 978-3-85273-017-2.
- ZeitZeugen. Texte zu Bildern des Malers Rudolf Wissel d’Arrest, Darmstadt 1992.
- Nachtgerüche. Kurzgeschichten. Mitteldeutscher Verlag, Halle 1990, ISBN 3-354-00604-8.

### Theaterstücke
- Der kleine und der große Klaus. Stück. THEATERSTÜCKVERLAG, München 2006.
- Strobart. Stück mit Klaus Noack am Thalia Theater, Halle 1997.

### Textbeiträge in Anthologien (Auswahl)
- Sommerfrische. Lyrik. In: Zuflucht zum Meer: Ulrich-Grasnick-Lyrikpreis 2021. Quintus-Verlag, Berlin 2022. ISBN 978-3-96982-034-6
- Wald bei Wiepersdorf u. a. Texte. In: Mit Arnim spazieren: Schloss Wiepersdorf - Poesie eines Dichterortes. Wallstein Verlag, Göttingen 2021. ISBN 978-3-8353-3936-1
- Kahlausschläge. Lyrik. In: Weltbetrachter. poetenladen, Leipzig 2020. ISBN 9783948305079
- Unterkunft. Prosa. In: Wir werden jünger mit den Jahren. St. Benno Verlag, Leipzig 2020. ISBN 978-3746257433
- Anschriften. Inschriften. Vorschriften. u. a. Texte. In: Graustufen: Leben in der DDR in Fotografien und Texten. Edition Braus, Berlin 2017. ISBN 978-3-86228-168-8
- Über die Köpfe. Prosa. In: Adieu: Geschichten von Abschied und Aufbruch. Edition Chrismon, Frankfurt a. M. 2014. ISBN 978-3-86921-211-1
- Mutter Sprache streift durchs Vaterland. Prosa. In: Mit Sprache über Sprache 2. Verlag auf der Warft, Münster 2014. ISBN 9783939211839
- Die Abwesenheit. Prosa. In: Vom Lachen der Engel und Menschen. Evang. Verlagsanstalt, Leipzig 2013. ISBN 978-3-374-03333-1
- Das Sparschwein. Lyrik. In: Mitteldeutscher Gedichtskalender 2013. Mitteldeutscher Verlag, Halle 2012. ISBN 978-3-89812-905-3
- Der Ausbruch. Prosa. In: Hallesche Anthologie: Texte einer literarischen Expedition. Universitätsverlag Halle-Wittenberg, Halle 2012. ISBN 978-3-86977-046-8
- Es war einmal... Prosa. In: Wo kommen die Worte her?. Beltz & Gelberg Verlag, Weinheim/Basel 2011. ISBN 978-3-407-79986-9
- Besuch. Prosa. In: Auch dein Herz. Mitteldeutscher Verlag, Halle 2011. ISBN 978-3-89812-817-9
- Antwort der Behörde. Lyrik. In: Es gibt eine andere Welt. poetenladen, Leipzig 2011. ISBN 9783940691231
- Manufactum... Lyrik. In: Versnetze_vier. Verlag Ralf Liebe, Weilerswist 2011. ISBN 9783941037762
- Möbelstreit u. a. Texte. In: Zaubersprüche & Sachsenspiegel. Mitteldeutscher Verlag, Halle 2010. ISBN 978-3-89812-734-9
- Visby. Lyrik. In: Versnetze_drei. Verlag Ralf Liebe, Weilerswist 2010. ISBN 9783941037564
- Brennpunkt. Prosa. In: Eulenblumen & Pustespiegel. Mitteldeutscher Verlag, Halle 2009. ISBN 978-3-89812-638-0
- Prosa. In: Schritte zur Freiheit. Mitteldeutscher Verlag, Halle 2009.
- Käfersein u. a. Texte. In: Zwanzig Jahre danach. Mitteldeutscher Verlag, Halle 2009. ISBN 978-3-86634-764-9
- Festhalten und Loslassen. Prosa. In: Ein Motto fürs Leben: Was mir mein Konfirmationsspruch bedeutet. Evang. Verlagsanstalt, Leipzig 2008. ISBN 978-3-374-02582-4
- Der Großvater. Prosa. In: Danke, liebe Großeltern... Erzählungen und Geschichten vom Glück. Evang. Verlagsanstalt, Leipzig 2008. ISBN 978-3-374-02619-7
- Ausgeliefert. Prosa. In: Wir unter dem Regenbogen. Wartburg Verlag, Weimar 2007. ISBN 978-3-86160-188-3
- Der Sammler. Prosa. In: Tage, an denen die Welt untergeht. Projekte-Verlag 188, Halle 2006.
- Adams Versteck. Prosa. In: Huren, Helden, Heilige: Biblische Porträts aus prominenter Feder. Gütersloher Verlagshaus, Gütersloh 2004. ISBN 3-579-06504-1
- Tatjanas Zimmer. Prosa. In: Almanach: Stuttgarter Schriftstellerhaus 5. Edition Peter Schlack, Stuttgart 2003.
- Atos Asyl. Prosa. In: Zuhause in der Fremde: Miteinander leben. Förderkreis der Schriftsteller in Sachsen-Anhalt, Halle 2002.
- Die schöne Gefahr u. a. Texte. In: Du bist ein Mensch, ich auch, wir! - Ethik 5/6: Lehr- und Arbeitsbuch. Konkordia Verlag, Bühl 2001. ISBN 378264140X
- Orliks Vermächtnis. Prosa. In: Videoclip und andere Erzählungen. Verlag Faber & Faber, Leipzig 2001. ISBN 3-932545-65-6
- Die Kirchenmaus. Lyrik. In: Großer Ozean: Gedichte für alle. Beltz Verlag, Weinheim/Basel 2000. ISBN 3-407-79818-0
- König August - Stammvater des Machos. Prosa. In: Der Macho-Guide. Hoffmann und Campe Verlag, Hamburg 2000. ISBN 3-455-10394-4
- Der Gartenstuhl. Prosa. In: Bald nun ist Osterzeit. Verlag Ernst Kaufmann, Lahr 1999. ISBN 3-7806-2476-1
- meerdesfriedes u. a. Texte. In: 10 Jahre Mauerfall: Eine neue Dimension. Verlag Heike Wenig, Dortmund 1999. ISBN 3-932801-11-3
- Der Gast. Prosa. In: Das Kind im Schrank: Texte sachsen-anhaltischer Autoren. Verlag Faber & Faber, Leipzig 1998. ISBN 3-932-54509-5
- Überfall. Prosa. In: Wer dem Rattenfänger folgt: Gesichter der Gewalt. Förderkreis der Schriftsteller in Sachsen-Anhalt, Halle 1998.
- Kreuztragung u. a. Texte. In: Nach Golgatha - um der Hoffnung willen. Friedrich Reinhardt Verlag, Basel 1997. ISBN 3-7245-0934-0
- Herbst u. a. Texte. In: Der Mäuserich vom Königstein. Verlag Neues Leben, Berlin 1996. ISBN 3-355-01478-8
- Szenen aus dem Leben des Stadthauptmanns Strobart. Prosa. In: Stunde der Phantasten. Literaturbüro Sachsen-Anhalt Süd, Halle 1996.
- Weihnachten u. a. Texte. In: Nach Bethlehem - wohin denn sonst?. Friedrich Reinhardt Verlag, Basel/Berlin 1995. ISBN 3-7245-0881-6
- Collagen zu Matthäus 18,2 u. a. Texte. In: Wenn ihr nicht werdet wie die Kinder... Verlagsgesellschaft Benno-Bernward-Morus, Leipzig 1995. ISBN 3-89543-068-4
- Die Semmelgesichtige und der Zwerg u. a. Texte. In: Viele Wege, ein Ziel. Verlagsgesellschaft Benno-Bernward-Morus, Leipzig 1994. ISBN 3-7462-1111-5
- Elternhaus u. a. Texte. In: Heimat auf Erden wie im Himmel. St. Benno-Verlag, Leipzig 1993. ISBN 3-7462-1077-1
- Das Laubhaus u. a. Texte. In: 9. Jahrbuch der Kinderliteratur: Was für ein Glück. Beltz Verlag, Weinheim/Basel 1993. ISBN 3-407-79613-7
- Unterkunft. Prosa. In: Vorlesebuch Ökumene: Geschichten vom Glauben und Leben der Christen in aller Welt. Verlag Ernst Kaufmann, Lahr 1991. ISBN 3-7806-2246-7
- Der Tagedieb u. a. Texte. In: Türklinken zum Leben: Vorstellungen. St. Benno-Verlag, Leipzig 1990. ISBN 3-746-20456-9
- Der komische Zoo u. a. Texte. In: Im Fußballtor steht Maus Mathilde. Der Kinderbuchverlag, Berlin 1989. ISBN 3-358-01329-4
- Blitzschutz. Prosa. In: Nicht für die Schublade geschrieben. Evang. Verlagsanstalt, Berlin 1989. ISBN 3-374-00794-5
- Die Behausung u. a. Texte. In: Anzeichen 6: Neue Prosa und Lyrik. Evang. Verlagsanstalt, Berlin 1988. ISBN 3-374-00565-9
- Frühling. Lyrik. In: Die Schublade: Texte aus erster Hand, Band 3. Mitteldeutscher Verlag, Halle 1988. ISBN 3-354-00336-7
- Die Hinterlassenschaft. Prosa. In: Vergnüglich brummt das Bärentier, Berlin, ich gratuliere dir. Der Kinderbuchverlag, Berlin 1987. ISBN 3-358-00050-8
- Das Krakel. Prosa. In: Gespenst Mariechen spielt Posaune. Der Kinderbuchverlag, Berlin 1986. ISBN 3-358-00599-2
- Geliebte, mein Baum. Prosa. In: Kopfbahnhof: Almanach 3. ...denn die Natur ist nicht der Menschen Schemel. Reclam Verlag, Leipzig 1991. ISBN 3-379-00687-4
- Der Tod des Großvaters. Prosa. In: Der Geschichtenkalender. Greifenverlag, Rudolstadt 1989. ISBN 3-7352-0103-2
- Die Nacht schlägt zu u. a. Texte. In: Auswahl '86: Neue Lyrik, Neue Namen. Verlag Neues Leben, Berlin 1986. ISBN 3-355-00045-0
- Altar-Relief u. a. Texte. In: Neue Texte in Lyrik und Prosa. Evang. Verlagsanstalt, Berlin 1985.
- Wolken - Berge. Lyrik. In: Kannst du noch staunen?. Evang. Verlagsanstalt, Berlin 1978.

### Textbeiträge in Zeitschriften und Zeitungen (Auswahl)
- Angesagt. Anmerkungen zur Sprache. Monatliche Kolumne. In: GLAUBE+HEIMAT / DER SONNTAG, bis Ende 2012.
- Thalia ohne Hüter. Artikel. In: KUNST&KULTUR, 02/2012.
- Bestimmt was Kirchliches … In: TAG DES HERRN, 15. Dezember 2011.
- Überfall. Erzählung. In: GLAUBE+HEIMAT, 13. November 2011.
- Der 13. August. Romanauszug. In: AUF DRAHT, 08/2011.
- Glaube zwischen Gefängnismauern. Artikel. In: DER SONNTAG, 10. Juli 2011.
- Alles außer E-Mails. Artikel. In: SÄCHSISCHE ZEITUNG, 26. Februar 2010.
- Nach vorn gefeiert. Artikel. In: KUNST&KULTUR, 01/2010.
- Königsweihe. Erzählung. In: Ort der Augen, 03/2010.
- Zehn Jahre Signum. Artikel. In: DIE HOREN, 01/2010.
- Die Zeit zurückdrehen. Kurzgeschichte. In: DER SONNTAG, 2. August 2009.
- Gasthaus Erde. Ökologie seit dem Bericht des Club of Rome. In: zeitzeichen, 09/2008.
- Die Poesie – das Wesentliche. Vorlesung. In: „Poesie und Poetik“. Friedrich-Bödecker-Kreis, 2007.
- Weitermachen! Zum 400. Geburtstag Paul Gerhardts. In: Religion heute, 03/2007 u. a.
- Leerstellen am Himmel – auf dem Bildschirm. 5 Jahre nach „Nine Eleven“. In: DER SONNTAG u. a. 2006.
- Neuer Irrsinn an der Saale. Über ein Anstaltsdenkmal. In: KUNST+KULTUR 2006 u. a.
- Begegnung mit sich selbst. Sinn von Lektüre. In: zeitzeichen, 10/2005.
- Eine Partitur umspannt den Erdball. Das John-Cage-Konzert in Halberstadt. In: KUNST+KULTUR, 05/2005 u. a.
- Notwendige Erinnerung. Verblasst das Glück der Freiheit. In: zeitzeichen, 11/2004 u. a.
- Die Erscheinung des Herrn für drei Herren. In: ZGP, 042004.
- Gewalt der Sprache – Sprache der Gewalt. In: MUT, 04/2004.
- Von Adam und Eva bis Maria und Jesus. Biblische Gestalten in der Belletristik. In: MUT, 01/2004.
- Wegwerfen hat seine Zeit. Müll und andere Verwerflichkeiten. Zur Ent-Sorge. In: zeitzeichen, 07/2003.
- Nicht mehr lernen, Krieg zu führen… – Der Pazifismus poetischer Texte. In: KUNST+KULTUR, 06/2003 u. a.
- In Franckes Fußstapfen. Paul Raabe an der Saale. In: liberal, 12/2002 u. a.
- Anschriften, Inschriften, Vorschriften. Spuren der Vergangenheit. Zu Fotos von Michael Büdke. In: zeitzeichen, 03/2002 u. a.
- Bäume – Die „grünen Finger Gottes“. Zum Verhältnis Baum – Mensch. In: MUT, 05/2001 u. a.
- „Gott auf Knien danken...“ Bürgerrechtler besichtigen ein Isolierungs-Lager. In: HORCH UND GUCK u. a. 2000.
- Die Moderation weint mit Fernseh-Talkshows oder der Verlust des Privaten. In: Die Zeichen der Zeit, 07/2000 u. a.
- Zum Staatsfeind erzogen. Zum Buch Udo Scheers „Vision und Wirklichkeit“, die Opposition in Jena. In: MUT, 09/1999 u. a.
- Umweltgruppen und Stasi. In: Die Zeichen der Zeit, 06/1997.

## Herausgaben und redaktionelle Zusammenstellung
- Förderkreis der Schriftsteller in Sachsen-Anhalt e.V. (Hrsg.): Wendepunkte. Nach dem Herbst 89. Anthologie. Halle, 1999.
- Magdalena Kuhn: Der große Wunsch und andere Erzählungen. Evang. Verlagsanstalt, Leipzig 1994, ISBN 3-374-01485-2

## Auszeichnungen
Quelle: 
- 1994/1995: Stadtschreiber von Halle (Saale)
- 2000: Stipendium Schloss Wiepersdorf
- 2001: Stipendium Internationales Zentrum Rhodos
- 2002: Stipendium Niederländisch-deutsche Stiftung Amsterdam
- 2003: Stipendium Denkmalschmiede Höfgen
- 2007: Stipendium Künstlerhaus Lukas Ahrenshoop
- 2008: Kurd-Laßwitz-Stipendium Gotha
- 2011: Klosterhofschreiber Meißen